# Bahía Elsehul
Bahía Elsehul (en inglés: Elsehul) es una bahía de 0.8 km de ancho en el oeste de cabo Orgullo a lo largo de la costa norte de la isla San Pedro. Está separada de puerto Ondina y de la bahía Descubrimiento por el angosto istmo Survey. 
El nombre "Elsehul" data del período de 1905 a 1912 y probablemente fue aplicado por navegadores noruegos trabajando en el área.

## Fauna
Elsehul es uno de los principales centros de reproducción de la isla para los lobos marinos. Los pingüinos macarrones, aves de mar y albatroces también hacen nidos allí.